# Вук Рупник
Вук Рупник (Мостар, 27. јул 1912 − Буенос Ајрес, 14. август 1975) био је југословенски и словеначки официр. Током Другог свјетског рата био је сарадник фашистичке Италије и Нацистичке Њемачке. Био је син Леона Рупника.

## Биографија
Вук Рупник, син Л. Рупника , Студирао је Војну академију у Београду и служио као официр у брдским јединицама. У чин капетана унапријеђен је 1940. и постављен за командира чете стациониране у Герову. Након капитулације Краљевине Југославије, једно вријеме је био ратни заробљеник у Падови, а 1942. године приступа Добровољачкој антикомунистичкој милицији и постаје командант специјалне јединице у дивизији у Новом Месту. Послије капитулације фашистичке Италије ујединио је јединице антикомунистичке милиције на новоместном подручију и предао их њемачкој војсци послије повлачења Италијана код Костањевице на Крки. Његове јединице односно "Рупничка група" су новембра 1943. године постале 3. батаљон словеначког домобранства. Под његовом командом, батаљон је учествовао у њемачкој офанзиви на Долењску 1943. године. Рупник је 14. децембра 1943. постао командант 3. борбене групе и крајем године је пребачен у Љубљану, гдје је обављао дужност официра за везу између Штаба домобрана и њемачког штаба. За команданта 2. ударног батаљона на Ракеку постављен је 5. јула 1944. године. Батаљон је био прилично успјешан у борбама са партизанским јединицама у Нотрањској и Долењској. Почетком 1945. године унапријеђен је у чин мајора. По завршетку рата са батаљоном се повлачи у Корушку и 11. маја учествује у разарању партизанског затвора код Боровља. Једно вријеме је остао у Аустрији и зарађивао за живот радећи на фармама у Тиролу, а затим се преселио у Аргентину, гдје је радио као чиновник у фабрици текстила у Сиудадели, Буенос Ајресу. Умро је у Кастелару у Аргентини.